# Louis Munroe Dennis
Louis Munroe Dennis  (* 26. Mai 1863 in Chicago, Illinois; † 9. Dezember 1936 in Ithaca, New York) war ein US-amerikanischer Chemiker (Anorganische Chemie).

## Leben
Dennis studierte ab 1881 Chemie an der University of Michigan in Ann Arbor mit dem Bachelor-Abschluss 1885 (B. Ph.) und 1886 (B. Sc.). Ab 1887 lehrte er an der Cornell University. Von 1889 bis 1891 war er zu einem Studienaufenthalt in München, Dresden (bei Walther Hempel, Spezialist für Gasanalyse und Schüler von Robert Wilhelm Bunsen), Aachen und Wiesbaden, war danach Assistant Professor, 1893 Associate Professor und ab 1903 Professor für Anorganische Chemie und Leiter der Chemie-Fakultät an der Cornell University. 1933 wurde er emeritiert.
Er war trotz seines hohen Ansehens selten auf Kongressen, da er Hörprobleme nach einem Laborunfall hatte. Gegenüber Studenten und Mitarbeitern war sehr ergebnisorientiert und fordernd (sein Lieblingsausspruch war Do it now !) und sein Anspruch an Arbeiten, die seiner Meinung nach publikationswürdig waren, war auch hoch.

## Werk
Er war einer der ersten amerikanischen Chemiker, die sich mit Gas- und Spektralanalyse befassten (ab etwa 1910, davor vorwiegend mit Metallurgie) und schrieb darüber das Buch Gas Analysis mit Nichols (Macmillan 1913). Er entwickelte ein Verfahren zur Sulfonierung von Benzol (ab 1917 im industriellen Einsatz durch das Kriegsministerium der USA), das die Kosten für Phenol-Synthese senkte, und befasste sich mit der Chemie Seltener Erden: er isolierte 1894 Thorium aus Seltenen Erden und befasste sich mit Chemie des Germanium (1925 Synthese Germaniumhydrid), aber auch Gallium, Indium, Selen, Tellur. Er galt als führender Experte nicht nur in anorganischer Chemie in den USA, sondern auch für Laboreinrichtung für die Universitäten und er hielt zuletzt in Cornell die experimentellen Einführungsvorlesungen in Chemie.

## Ehrungen
Er war Ehrendoktor der Colgate University (1923) und der University of Michigan (1926). 1932 wurde er zum Mitglied der Deutschen Akademie der Naturforscher Leopoldina gewählt.

## Schriften
- Chemical problems in inorganic chemistry, 1890
- Problems in inorganic chemistry, Ithaca 1923
- The electrolysis of solutions of rare earths, New York 1915
- mit Frank W. Clarke: Laboratory manual of elementary chemistry, 1903
- mit Frank W. Clarke: Elementary Chemistry, American Book Company 1903
- mit M. L. Nichols: Gas Analysis, 1913, 1929
- mit Theodore Whittesley:  Manual of quantitative analysis, 1902
- The Baker Laboratory of Chemistry at Cornell University, 1928

Er übersetzte auch die Methoden der Gasanalyse von Walther Hempel ins Englische und gab sie 1902 heraus.